# Lenny Kaye
Lenny Kaye, född den 27 december 1946, är en amerikansk gitarrist, kompositör och låtskrivare som är mest känd för sitt medlemskap i Patti Smith Group.

## Diskografi
- I've Got a Right (1984)
- Daddy Rockin Strong: A Tribute to Nolan Strong & The Diablos (The Wind / Norton Records, 2010, TWR002 LP)
- Child Bride b/w The The Tracks of My Tears (Mer Records 1980 Z270-B)